# 1996 في التلفزيون البريطاني
هذه قائمة بالأحداث المتعلقة التي حدثت بالتلفزيون البريطاني منذ عام 1996.

## الأحداث

### يناير
- يناير - تقدم L! VE TV برنامج News Bunny .
- 1 يناير - عرض فيلم جيمس بوند " لا تقل أبدا مرة أخرى" كجزء من جدول يوم رأس السنة على قناة BBC1.[1]
- 7 يناير - ذكرت صحيفة جلاسكو هيرالد أن STV باعت أسهمها في HTV إلى United News and Media.[2]
- 9 يناير - سلسلة الخيال العلمي الأمريكية The X-Files بدأت في BBC1 مع حلقة " Humbug ".[3]
- 12 يناير - قدمت Gaby Roslin نسختها الأخيرة من The Big Breakfast بعد ثلاث سنوات كمقدمة مشاركة، تبكي على الهواء مباشرة.[4]
- 14 يناير - بثت قناة ITV العرض الأول لفيلم والد العروس من بطولة ستيف مارتن وديان كيتون.
- 15 يناير - Zoë Ball تتولى منصب المقدم المشارك لـ The Big Breakfast .
- من 15 كانون الثاني (يناير) إلى 11 آذار (مارس) - تم عرض مسلسل «أصدقائنا في الشمال» من تسعة أجزاء يمتد من الستينيات إلى التسعينيات من حياة أربعة أصدقاء، على قناة BBC2 .
- 22 كانون الثاني (يناير) - بدأت قناة Sci-Fi بث الحلقات 109-150 من مسلسل BSB Jupiter Moon ، والتي لم يتم بثها أثناء تشغيل المسلسل الأصلي عام 1990. يتم بث حلقتين يوميًا حتى 19 فبراير.
- 23 يناير - بثت قناة ITV العرض الأول لفيلم Single White Female بطولة بريدجيت فوندا وجنيفر جيسون لي.
- 26 يناير - تم نشر نتائج المراجعة القضائية لقرار مركز التجارة الدولية بمنح ترخيص قناة تلفزيونية خامسة في المملكة المتحدة إلى Channel 5 Broadcasting Ltd. ويخلص الاستعراض إلى أنه لم يكن هناك عدم شرعية أو ظلم في هذه العملية.[5]

### فبراير
- 5 فبراير - إطلاق برنامج Breakfast News Extra . البرنامج الذي يستغرق 20 دقيقة، والذي يبث في نهاية الإصدار الرئيسي من بريكفاست نيوز ، تقدمه جولييت موريس.[6]
- 9 فبراير - يبدأ عرض TFI Friday الجديد يوم الجمعة على القناة 4. استمر العرض لأكثر من 4 سنوات ونصف مع 6 سلاسل.
- 18 فبراير - تبث قناة ITV الحلقة الأخيرة من عرض الدمى الساخر الذي يستمر طويلاً، Spitting Image .
- 19 فبراير - في حفل توزيع جوائز BRIT لعام 1996، الذي بثته قناة ITV لاحقًا، غزا مغني Pulp الرئيسي جارفيس كوكر المسرح أثناء أداء مايكل جاكسون لأغنية «Earth Song». كان جاكسون، الذي كان محاطًا بالأطفال، يرتدي شخصية تشبه المسيح، وهي صورة وجدها كوكر مرفوضة.[7]
- 24 فبراير - BBC1 يبدأ يدل على التكيف أربعة أجزاء من مينيت والترز "فيلم النفسي والنحاتة . الدراما من بطولة بولين كويرك، كارولين جودال وكريستوفر فولفورد، ويتم بثها على مدى عطلتين نهاية أسبوع متتاليتين - في 24 فبراير، [8] 25 فبراير، [9] 2 مارس، [10] و 3 مارس.[11]

### مارس
- آذار (مارس) - إطلاق قناة الأخبار المالية والتجارية CNBC Europe ومقرها لندن.
- 1 مارس - تمنح هيئة الإعلام في برلين وبراندنبورغ (Medienanstalt Berlin-Brandenburg) رخصة تلفزيونية أرضية لـ BBC World ، والتي يُعتقد أنها المرة الأولى التي يمنح فيها بلد ترددًا تلفزيونيًا لإذاعة أجنبية.
- 2 مارس - بثت قناة ITV العرض التلفزيوني البريطاني الأول لفيلم The Marrying Man .
- 4 مارس - عاد Thomas the Tank Engine & Friends إلى التلفزيون بمسلسل جديد تمامًا رواه مايكل أنجيليس، ولكن بدلاً من بثه على التلفزيون المجاني، سيتم بثه الآن على تلفزيون الكابل على Cartoon Network .
- 8 مارس - رئيس تلفزيون ميرسي ومبتكر مسلسلات Brookside و Hollyoaks ، يتوقع فيل ريدموند أنه في المستقبل سيتم بث كل مسلسل تلفزيوني كبير خمس ليالٍ في الأسبوع.[12]
- 13 مارس - في أعقاب مذبحة مدرسة دانبلين، أجلت قناة آي تي في رخصة فيلم جيمس بوند للقتل والتي كان من المقرر بثها في المساء.
- 14 مارس - أُجبرت القناة الرابعة على الاعتذار للمشاهدين بعد أن ظهر على الشاشة مذيع The Big Breakfast Mark Little وهو يطلق النار على الكاميرا في اليوم التالي لمذبحة مدرسة Dunblane.[13]
- 16 مارس -
  - تقدم قناة الكابل L! VE TV إعادة بناء حية لمسلسل Frank Bruno vs. يقاتل مايك تايسون باستخدام الملاكمين المتشابهين كوسيلة للرد على تلفزيون الدفع مقابل المشاهدة، حيث يتم عرض المعركة الفعلية.[14]
  - العرض الأول على الشبكة لفيلم A Few Good Men على قناة ITV.
- 19 آذار (مارس) - ظهور القناة الرابعة واستمرار The Beat.
- 24 مارس - قناة ITV تبث شارع التتويج - The Cruise ، وهو أمر يثبت أنه مثير للجدل حيث تم إصدار الفيلم فقط على VHS قبل بضعة أشهر للاحتفال بالذكرى السنوية الخامسة والثلاثين للمعرض.
- 26 مارس - أصبحت شركة Cadbury أول شركة ترعى Coronation Street بعد توقيع صفقة مع تلفزيون Granada. ستبدأ الرعاية في سبتمبر.[15]

### أبريل
- 1 أبريل -
  - خلف السير كريستوفر بلاند مارمادوك هاسي في منصب رئيس هيئة الإذاعة البريطانية.
  - تم دمج جميع الأنشطة التجارية لـ BBC ، بما في ذلك منشورات BBC ، في BBC Enterprises Ltd.[16]
- 2 أبريل - تم إحياء الشخصية الكوميدية الشهيرة من Beano Dennis the Menace مع سلسلة رسوم متحركة جديدة يتم عرضها على BBC1 كجزء من تشكيلة CBBC الخاصة بهم.
- 5 أبريل - قناة BBC1 تبث يوم الإسكيمو ، الكوميديا المؤثرة لجاك روزنتال حول ترك الآباء لأطفالهم عندما يشقون طريقهم في العالم.[17]
- 13 أبريل - أطلقت القناة الرابعة أول إصداراتها العشرة من برنامج Gaby Roslin Show ، وهو برنامج محادثة قدمته Gaby Roslin يهدف إلى استعادة أجواء مسلسلات السبعينيات مثل Parkinson.[18] تنخفض تقييمات البرنامج بسرعة من 3 ملايين إلى أقل من مليون، ويتعرض لانتقادات من المشاهدين والنقاد على حد سواء.
- 15 أبريل - ITV airs الحلقة 4000 من شارع التتويج .
- 18 أبريل -
  - يؤكد مركز التجارة الدولية على منح ترخيص القناة 5 للقناة 5 Broadcasting Ltd ، مع تحديد اختصاص البث. يجب أن تكون 50٪ من البرامج أصلية، بينما توجد حصص لمقدار برامج الخدمة العامة التي يجب بثها. [5]
  - ذكرت مجلة Marketing Magazine أن Midland Bank سيرعى ITV Drama Premieres ، بدءًا من 1 مايو بأحدث سلسلة من Sharpe.[19]
- 21 أبريل / نيسان - تغلق خدمة تلفزيون بي بي سي العربية عندما انسحب الداعم السعودي بعد خلاف حول تغطية إعدام أميرة متهمة بالزنا.
- 23 أبريل - ظهور إدوارد لأول مرة على إدوارد ، وهو فيلم وثائقي أنتجته شركة Ardent Productions التابعة للأمير إدوارد لصالح شركة ITV ، والذي يروي قصة تنازل إدوارد الثامن.[20]
- 27 أبريل - أكد تلفزيون غرناطة أنه تم حجز OJ Simpson للظهور في الإصدار الأول من سلسلة جديدة لريتشارد مادلي وجودي فينيجان، الليلة مع ريتشارد وجودي ، المقرر بثها في 13 مايو. سيحصل نجم كرة القدم السابق على رسوم رمزية قدرها 1 جنيه إسترليني مقابل أول مقابلة له منذ تبرئته من جريمة القتل في عام 1995، على الرغم من أن غرناطة ستدفع أيضًا نفقات سفره.[21] أثبتت المقابلة أنها مثيرة للجدل، حيث اجتذب كل من مادلي وفينيغان انتقادات وسائل الإعلام لما يُعتبر استجوابهم «حلوى» لسيمبسون. في النهاية تم بث العرض لسلسلة واحدة فقط.[22]
- أبريل - أصبحت البي بي سي أول مذيع أرضي رقمي في العالم بعد إجراء إرسال م.[23]

### مايو
- 1 مايو - فازت إمبريال كوليدج لندن بسلسلة 1995-96 من تحدي الجامعة ، بفوزها على كلية لندن للاقتصاد 275-220.
- 2 مايو - عرض لأول مرة على BBC1 من المطار ، وهو عبارة عن سلسلة وثائقية تحلق على الحائط حول مطار هيثرو بلندن.[24]
- 6 مايو - تبث قناة BBC1 أول سلسلة جديدة من مسلسل The Liver Birds ، الذي يلحق ببيريل (بولي جيمس) وساندرا (نيريس هيوز) بعد عقدين من السلسلة الأصلية.[25]
- 18 مايو - فوز إيرلندي إيمير كوين في مسابقة الأغنية الأوروبية لعام 1996 بأغنية The Voice .
- 21 مايو - ظهر بيل تريشر في آخر ظهور له كشخصية إيست إندرز آرثر فاولر.[26] بعد أن غادر المسلسل في ديسمبر 1995، عاد Treacher لفترة وجيزة إلى دور آرثر من أجل تصوير المشاهد التي قُتلت فيها الشخصية.[27]
- 25 مايو - فاز بول دودي بالمسلسل السابع من نجوم في عيونهم ، حيث أدى دور مارتي بيلو. إنه الفائز الثاني في النهائي الكبير الذي يصور المغني.
- 27 مايو - Doctor Who ، وهو فيلم تلفزيوني أمريكي، استمرار للمسلسل البريطاني الشهير الذي يحمل نفس الاسم، يتم بثه على BBC One.[28] يعتبر هذا الفيلم التلفزيوني جزءًا من نفس قصة المسلسل الأصلي وهو طيار فاشل لمسلسل أمريكي جديد مشترك. هذا يمثل نهاية حقبة سيلفستر مكوي كالطبيب السابع. يلعب بول ماكغان دور الطبيب الثامن. دكتور هو لا يعود كمسلسل كامل حتى 2005.

### يونيو
- 1 يونيو - دارين داي يخلف ماثيو كيلي كمقدم لبرنامج ITV's You Bet! .
- 7 يونيو - أعاد المدير العام جون بيرت هيكلة هيئة الإذاعة البريطانية. في الهيكل الجديد، ستقوم BBC Broadcast بتكليف البرامج، وستقوم BBC Production بصنعها.
- 8-30 يونيو - تغطية بي بي سي و ITV لليورو 96 ، والتي تقام في إنجلترا.
- 14 يونيو - بعد 32 عامًا (باستثناء ستة أشهر في عام 1973)، ينتقل Top of the Pops من مكانه التقليدي مساء الخميس إلى أيام الجمعة.
- 26 يونيو - تمت مشاهدة تغطية BBC و ITV لمباراة نصف نهائي إنجلترا ضد ألمانيا في يورو 96 بشكل جماعي من قبل 26 مليون مشاهد.[29]
- 30 يونيو - فاز نيل حيدر بسلسلة MasterChef لعام 1996.

### يوليو
- 7 يوليو - قناة BBC1 تبث Killing Me Softly ، وهو فيلم على الشاشة الأولى عن قضية سارة ثورنتون من بطولة ماجي أونيل وبيتر هاويت.[30]
- 11 يوليو -
  - قناة BBC2 تبث الخطاب التاريخي لرئيس جنوب إفريقيا نيلسون مانديلا أمام مجلسي البرلمان. تم تقديم البرنامج بواسطة Michael Buerk.[31]
  - أعلنت ITV عن صفقة مع Doritos لرعاية ITV Movies مع العروض الأولى لفيلم Demolition Man و Unforgiven و Groundhog Day و Sleepless in Seattle ، وستبدأ الرعاية في 17 أغسطس.
- 19 يوليو - 4 أغسطس - تقدم بي بي سي تغطية حية كاملة لدورة الألعاب الأولمبية لعام 1996 . تعمل التغطية الحية لمدة 15 ساعة في اليوم (من 1.40 مساءً حتى 4.30 صباحًا) مع تسليط الضوء على وقت الإفطار وإلقاء الضوء على أحداث اليوم السابق لفترة طويلة.[32] بالإضافة إلى تغطية BBC1 ، ولأول مرة، توفر BBC عرضًا حيًا بديلًا خلال ساعات الليل على BBC2.[33]
- 24 يوليو - قصر باكنغهام ينهي احتكار هيئة الإذاعة البريطانية لإنتاج رسالة عيد الميلاد الملكية، والتي كانت مسؤولية المذيع وحدها لمدة 63 عامًا. تم إنتاجه من قبل ITV من 1997، قبل أن يعود إلى BBC في 1999، ثم ITV مرة أخرى من 2001. يستمر التغيير لمدة عامين حتى يومنا هذا.
- 25 يوليو - يدعي تقرير تم تكليفه بشكل جماعي من قبل المذيعين الذين يشكلون قناة ITV أن خطط القناة الخامسة لإعادة ضبط ملايين أجهزة التلفزيون ومسجلات الفيديو غير كافية وتعاني من نقص التمويل. يتبع التقرير مسحًا تم إجراؤه على 700 أسرة في منطقة إعادة التجميع التجريبية للقناة الخامسة في ساري، والتي تقول إن أقل من 60 في المائة من الأسر قد اتصلت بها فرق إعادة التجميع، وأقل من 50 في المائة تم إعادة تجهيز معداتهم بنجاح.[34]
- بي بي سي و- 26 يوليو هات إنتاج خدعة يتم تغريم £ 10,000 في كل من المحكمة العليا ل ازدراء المحكمة بسبب تعليقات وردت في طبعة عام 1994 هل لدي أخبار لك ، في أي مقدم أنغوس ديايتون المشار إليها إيان وكيفن ماكسويل بأنها «اثنين من الأوغاد بلا قلب، مكيدة» قبل محاكمتهم.[35]
- 29 يوليو - أكدت مصادر في Channel 5 Broadcasting أن التكلفة المقدرة لعملية إعادة التشغيل المطلوبة للأشخاص لمشاهدة القناة قد ارتفعت بنسبة 25 في المائة على الأقل فوق الميزانية الأصلية البالغة 55 مليون جنيه إسترليني.[36]
- تموز (يوليو) - استحوذت اسكتلندية على دار نشر كالدونيان - التي كانت آنذاك ناشري صحيفتي هيرالد وجلاسكو إيفيننج تايمز.[37] والاسكتلنديون يعيدون تسمية المجموعة الاسكتلندية الإعلامية (SMG).

### أغسطس
- 10 أغسطس - بدأت قناة BBC1 في بث مسلسل The Stand وهو فيلم قصير مبني على رواية تحمل نفس الاسم. يتم عرضه في أربعة أجزاء على مدى أسبوعين، في 10 أغسطس، [38] 11 أغسطس، [39] 17 أغسطس، [40] و 18 أغسطس.[41]
- 13 أغسطس - أكدت شركة Flextech Plc ، ثاني أكبر مورد للتلفزيون بالاشتراك في المملكة المتحدة، أنها تجري محادثات مع هيئة الإذاعة البريطانية حول إنشاء ما يصل إلى ست قنوات كابل وقنوات فضائية جديدة.[42]
- 16 أغسطس -
  - يُعرض المسلسل التلفزيوني الكوميدي للرسوم المتحركة والخيال العلمي الأمريكي Captain Simian & the Space Monkeys لأول مرة على قناة ITV قبل بثه في موطنه والذي سيعرض في الشهر المقبل.
  - تنطلق Sky Sports 3 مع ساعات البث من منتصف النهار إلى منتصف الليل، وتغلق Sky Sports Gold .
- 22 أغسطس - بدأت BBC World البث إلى برلين.
- 30 أغسطس -
  - يقوم تلفزيون London Weekend بتعديل شعاره.[43]
  - تقدم Zoë Ball نسختها الأخيرة من The Big Breakfast ، بعد أن تركت المسلسل لتقديم البث المباشر والركل على قناة BBC One.[44]
- أغسطس - تم تعيين David Elstein من BSkyB في منصب الرئيس التنفيذي للقناة 5. [5]

### سبتمبر
- 1 سبتمبر -
  - إطلاق Sky 2 في المملكة المتحدة. إنها قناة شقيقة لـ Sky 1 . تم إغلاقه بعد عام، ولكن تم إطلاق قناة تحمل الاسم نفسه تقريبًا (Sky Two) في عام 2005.
  - إطلاق قناة الكمبيوتر. تمت إعادة تسميته لاحقًا.tv (وضوحا Dot TV).
  - يتم إطلاق أول قناة عرضية تابعة لـ Carlton Television ، Carlton Food Network ، حصريًا عبر الكابل. يبث في فترة بعد الظهر خلال أيام الأسبوع ويشترك في الفضاء مع SelecTV .
  - تطلق قناتان أمريكيتان للطقس إصدارات المملكة المتحدة. تبدأ قناة Weather البث في المملكة المتحدة. يبث لمدة خمس ساعات كل صباح على Sky و 24 ساعة في اليوم على الكابل في بعض المناطق. وفي الوقت نفسه، يتم إطلاق The Weather Network في نفس اليوم على العديد من شبكات الكابلات الأخرى. يستفيدون من محلية امتيازات الكابلات من خلال توفير تنبؤات الطقس المحلية على الشاشة.
  - يعود مسلسل Burning في لندن إلى ITV في مسلسل جديد، وهو التاسع منذ إطلاقه في عام 1988، والأول يتم بثه في نصفين، مع توقف على غرار الولايات المتحدة خلال عيد الميلاد. بعد الحلقة الحادية عشر في 17 نوفمبر، يأخذ المسلسل استراحة حتى 12 يناير 1997، عندما يتم عرض الحلقات الأربع الأخيرة من المسلسل. يستمر برنامج Burning في London في البث بهذا الشكل حتى نهاية السلسلة الثالثة عشر في عام 2001. تحولت الفجوة لتتزامن مع عيد الفصح من السلسلة الثانية عشر عندما تكون السلسلة الجديدة جزءًا من جدول الشتاء الخاص بـ ITV بدلاً من تشكيلة الخريف.
- 2 سبتمبر -
  - إطلاق برنامج "Daytime on 1"، الجدول اليومي الجديد لـ BBC1 والذي يتضمن ست ساعات ونصف من الدراما وعروض المسابقات وبرامج المناقشة وبرامج الدردشة وعروض الطبخ.
  - تم تغيير اسم Tyne Tees Television منطقة ITV إلى القناة الثالثة الشمالية الشرقية . لم تنجح عملية تغيير العلامة التجارية، ويعود الاسم الأصلي بعد عامين.
  - السباح الأولمبي السابق شارون ديفيز يخلف زوي بول كمقدم مشارك في The Big Breakfast . [44]
- 5 سبتمبر - تعرض قناة BBC1 العرض الأول لسلسلة رسوم متحركة كندية لمرحلة ما قبل المدرسة استنادًا إلى كتب Else Holmelund Minarik وMaurice Sendak بعنوان Little Bear .
- 10 سبتمبر - تبث قناة ITV سلسلة الرسوم المتحركة الرائعة من Nickelodeon يا أرنولد! قبل شهر من بدء البث في الولايات المتحدة.
- 12 سبتمبر -
  - بدأ Thomas the Tank Engine & Friends أول بث تلفزيوني له في جمهورية أيرلندا على الشبكة 2 (كانت تسمى في الأصل RTÉ2).
  - يتم بث برنامج ألعاب الأطفال It's a Mystery على قناة ITV .
- 15 سبتمبر - ظهور رودس لأول مرة، وهو مسلسل درامي على قناة BBC1 مكون من ثمانية أجزاء حول حياة المغامر البريطاني المثير للجدل وباني الإمبراطورية سيسيل رودس.[45] تنتهي السلسلة في 3 نوفمبر.[46] استغرق إنتاج المسلسل عقدًا من الزمان، ووظف أكثر من 10000 إضافة، وبتكلفة 10 ملايين جنيه إسترليني، يعد أغلى مشروع تلفزيوني بريطاني حتى الآن. ومع ذلك، على الرغم من الحملة الدعائية رفيعة المستوى التي سبقت إطلاقها، تجذب Rhodes أرقام مشاهدة ضعيفة نسبيًا، حيث تم ضبط 7.6 مليون في الحلقة الأولى و 4.8 مليون مشاهدة الثانية، وسرعان ما ينتقدها النقاد. كما أجبرت هيئة الإذاعة البريطانية BBC على إطلاق كتيب مصاحب عن Cecil Rhodes حيث يفترض المسلسل معرفة مسبقة بالشخصية، والعديد من المشاهدين غير مألوفين معه.[47]
- 20 سبتمبر - أفادت الإندبندنت أن القناة الخامسة ستوظف 1500 شخص آخر لإجراء عملية إعادة التشغيل، وبذلك يصل العدد الإجمالي للأشخاص الذين يعملون في المهمة إلى 8500. سيحتاج ما يقدر بنحو 11.4 مليون جهاز تلفزيون وفيديو إلى إعادة ضبطها قبل بث القناة في عام 1997.[48]

### أكتوبر
- 1 أكتوبر -
  - إطلاق Granada Sky Broadcasting .
  - أطلقت Sky One لأول مرة سلسلة Springhill التي أنتجها تلفزيون Granada ، وهو صابون خارق للطبيعة تم عرضه في ليفربول ويتم بثه لمسلسلتين من 26 حلقة. يتم عرض المسلسل لاحقًا على القناة 4.
- 2 أكتوبر - أفيد أن القناة الخامسة للبث تخطط لتقديم عطاءات للحصول على مساحة متاحة حديثًا على القمر الصناعي Astra 1A على أمل الوصول إلى مليون مشاهد آخر في المملكة المتحدة.[49]
- 5 أكتوبر - القناة الرابعة تبث The Ghost of Ivy Tilsley ، وهو برنامج يحكي قصة المغنية والممثلة لين بيري، التي لعبت دور Ivy Tilsley في Coronation Street ، والتي تتحدث عن وقتها مع الصابون، وكيف فقدت إحساسها بذاتها في بحثها عن الشهرة.[50] [51]
- 6 أكتوبر - قام التلفزيون الإسكتلندي بتحديث عرضه على الشاشة.[52]
- 11 أكتوبر - بعد ما يقرب من 14 عامًا، تم منح القناة 4 مظهرًا جديدًا بالكامل لتحل محل معرفات الكتل الملونة الأصلية بجميع معرفات الدوائر الجديدة.
- 19 أكتوبر - تم إطلاق قناة Fox Kids Network في المملكة المتحدة لتصبح أول قناة Fox Kids في أوروبا.
- 23 أكتوبر - بثت قناة ITV العرض الأول لفيلم يوم جرذ الأرض .
- 27 أكتوبر - فازت لوسي رايت بسلسلة Junior MasterChef لعام 1996.
- أكتوبر - تشتري United News &amp; Media حصة Scottish Television البالغة 20٪ في HTV.

### نوفمبر
- 1 نوفمبر - إطلاق Sky Scottish . القناة هي مشروع مشترك بين Scottish Television وBSkyB.[53]
- 11 نوفمبر - تقدم UTV سلسلة جديدة من الهوية التي تعرض المواقع ذات المناظر الخلابة في أيرلندا الشمالية. وتشمل هذه الطرق Giant's Causeway ، وشلال في Glenarriff ، وميناء Portaferry . تتميز بعض الهويات بشخصيات UTV.[54]
- 15 نوفمبر - ظهرت سارة لانكشاير في آخر ظهور لها في شارع التتويج بدور راكيل واتس .
- 17 نوفمبر - قناة BBC1 تبث Ruby Wax لقاء مع دوقة يورك ، مقابلة لمرة واحدة مع سارة ، دوقة يورك ، أجراها الممثل الكوميدي الأمريكي روبي واكس.[55]
- 21 نوفمبر - ذكرت مجلة <i id="mwAjE">الحملة</i> أن قرار ITV بإيقاف بث Baywatch في منتصف الموسم واستبدالها بـ Sabrina the Teenage Witch قد أثار تساؤلات حول مدى تعرض صفقات الرعاية لإعادة جدولة البرنامج. جددت ويلا رعايتها ل Baywatch مع ITV في وقت سابق من العام، ولكن تم سحب البرنامج من وقته المسائي يوم السبت بعد عرض ثمانية فقط من الحلقات الإثنين والعشرين المجدولة، مع Sabrina التي تم بثها من 23 نوفمبر. تقول قناة ITV إن القرار اتخذ لأنه بدأ بث Baywatch في وقت أبكر مما هو مخطط له بعد برنامج مجدول سابقًا، لم يثبت SeaQuest 2032 شعبيته لدى المشاهدين كما كان متوقعًا؛ أدى هذا إلى حلقات من Baywatch تلاحق تواريخ البث في الولايات المتحدة. يقول ITV أن البرنامج سيعود في عام 1997، بينما ستواصل ويلا رعايته.[56]
- 23 نوفمبر - تلتقط هيئة الإذاعة البريطانية حقوق الأرض لـ The Simpsons ، والتي تظهر لأول مرة في الساعة 5.30 مساءً على BBC1 ، مع تكرار وقت الغداء يوم الأحد على BBC2 . لا يوجد عار مثل المنزل هي الحلقة الأولى التي يتم عرضها على BBC1 ، والتي تعرضت لاحقًا للضرب في تصنيفات Sabrina .
- 24 نوفمبر - تقدم قناة ITV حلقة أسبوعية رابعة من Coronation Street ، تُبث يوم الأحد الساعة 7:30 مساءً.
- 30 نوفمبر - أثناء البث المباشر لليانصيب الوطني على بي بي سي 1، فشلت آلة السحب في البدء، مما تسبب في تأخير السحب لمدة 50 دقيقة؛ قالت الطبيبة النفسية المقيمة Mystic Meg في وقت لاحق إنها كانت تتوقع ذلك طوال اليوم.[57]

### ديسمبر
- 6 ديسمبر - بدأ عرض آدم وجو الذي كتبه واستضافه فنانو الكوميديا البريطانيان المشهوران آدم بوكستون وجو كورنيش على القناة الرابعة.
- 18 ديسمبر - زعيم حزب العمال توني بلير كان ضيفًا على قناة ITV's Des O'Connor Tonight ، حيث اعترف بمحاولة الهروب من المدرسة عندما كان مراهقًا من خلال محاولة الابتعاد على متن رحلة إلى جزر الباهاما.[58] [59]
- 23 كانون الأول (ديسمبر) - بثت قناة ITV طيار In the Dark مع جوليان كلاري ، وهو عرض ألعاب يجب على الأزواج فيه إكمال المهام اليومية وهم في الظلام الدامس. لم يتم اختيار المسلسل لسلسلة كاملة من قبل ITV ، ولكن تم تسجيل مسلسل للولايات المتحدة، حيث سيتم تقديم جوليان كلاري للمشاهدين الأمريكيين. ومع ذلك، تم سحبه قبل ساعات قليلة من إرساله الافتتاحي. تم إنتاج سلسلتين من In the Dark لاحقًا للقناة 5، بدءًا من عام 1998، ولكن تم تقديمها بواسطة Junior Simpson.[60]
- 24 ديسمبر - أبرز الأحداث في ليلة عيد الميلاد على قناة BBC1 تشمل العروض التلفزيونية الأولى لشبكة سوبر ماريو براذرز ، وبطولة بوب هوسكينز ودينيس هوبر، وكليفهانجر ، بطولة سيلفستر ستالون.[61]
- 25 ديسمبر -
  - تشمل الأحداث البارزة في يوم عيد الميلاد على قناة BBC1 العرض التلفزيوني البريطاني الأول لمغامرة الديناصورات ستيفن سبيلبرغ Jurassic Park.[62]
  - عاد Only Fools and Horses بحلقة جديدة بعد ثلاث سنوات مع " Heroes and Villains "، وهو الأول من سلسلة صغيرة من ثلاثة أجزاء تقترح راديو تايمز «قد تثبت أنها [] swansong».[63] يُذاع الجزء الثاني، «الرجال المعاصرون» في 27 ديسمبر، [64] يليه الجزء الأخير، «الوقت في أيدينا» في 29 ديسمبر.[65]
  - Top of the Pops هو الضيف الذي قدمته Spice Girls . تم تقديم عروضهم الثلاثة بواسطة روبي ويليامز ومارك موريسون وجينا جي .
- 26 ديسمبر -
  - تبث قناة BBC1 العرض التلفزيوني الأرضي الأول لفيلم Sommersby ، وهو فيلم درامي من فترة 1993 من بطولة ريتشارد جير وجودي فوستر.[66]
  - يظهر إيان كيلسي آخر مرة في Emmerdale عندما يموت Dave Glover في حريق.[67]
- 27 ديسمبر - يبث BBC1 العرض التلفزيوني البريطاني الأول لفيلم The Firm بطولة توم كروز وجين تريبلهورن.[68]
- 29 ديسمبر - Time On Our Hands ، الحلقة الأخيرة من ثلاثية الكريسماس للمسلسل الهزلي الشهير Only Fools and Horses ، يتم بثها على BBC1 . تم الإعلان عنه باعتباره الحلقة الأخيرة على الإطلاق، وقد اجتذب 24.35 مليون مشاهد، وهو أكبر جمهور على الإطلاق لمسلسل هزلي في المملكة المتحدة، وخصم جنازة ديانا ، أميرة ويلز في العام التالي، أكبر جمهور تلفزيوني في المملكة المتحدة في التسعينيات. ومع ذلك، في هذه الحالة، يعود العرض لثلاثة عروض خاصة لاحقة، واحدة معروضة كل عيد الميلاد من عام 2001.
- 31 ديسمبر - تشمل أبرز الأحداث في ليلة رأس السنة الجديدة على قناة BBC1 Star Trek VI: The Undiscovered Country و Shadowlands.[69]

## لأول مرة

### بي بي سي الأولى
- 2 يناير - مدير شيطان (1996-1998)
- 3 يناير -
  - العميل Z والبطريق من المريخ (1996)
  - تحقيقات هيتي وينثروب (1996-1998)
- 4 يناير - ملفات مورف (1996)
- 8 كانون الثاني (يناير) - The Genie from Down Under (1996-1998)
- 16 يناير - فري ويلي (1994)
- 28 يناير - لعبة القد (1996)
- 1 فبراير - باليكيسانجيل (1996-2001)
- 12 فبراير - بي بي سي نيوزلاين (1996 إلى الوقت الحاضر)
- 14 فبراير - في النار (1996)
- 15 فبراير - الإمبراطورية الغريبة (1996)
- 21 شباط (فبراير) - سايلنت ويتنس (1996 حتى الآن)
- 24 فبراير - النحات (1996)
- 16 مارس - دالزيل وباسكو (1996-2007)
- 2 أبريل - دينيس الخطر (1996-1998)
- 7 أبريل - هنا (1996)
- 12 أبريل - الفأر الصغير على المرج (1996)
- 17 أبريل - مادسون (1996)
- 28 أبريل - كاريوكي (1996)
- 2 مايو - المطار (1996-2005)
- 27 مايو - دكتور هو (1996)
- 21 يونيو - Future Fantastic (1996)
- 4 سبتمبر - تغيير الغرف (1996-2004)
- 5 سبتمبر -
  - ليتل بير (1995-1999)
  - The Hello Girls (1996-1998)
- 6 سبتمبر - الدمى الليلة (1996-1998)
- 15 سبتمبر - رودس (1996)
- 22 سبتمبر - تراث ريجنالد بيرين (1996)
- 24 سبتمبر - روموالد الرنة (1996)
- 2 أكتوبر - بيك (1996)
- 4 أكتوبر - مدينة القمر الصناعي (1996-1999)
- 7 أكتوبر - ايس فينتورا: محقق الحيوانات الأليفة (1995-2000)
- 28 أكتوبر - جولة بيلي كونولي العالمية في أستراليا (1996)
- 3 نوفمبر - المتهم (1996)
- 4 نوفمبر - طريق كرو (1996)
- 10 نوفمبر - الأمير والفقير (1996)
- 14 نوفمبر - حذاء التمساح الثاني (1996)
- 17 نوفمبر - The Tenant of Wildfell Hall (1996)

### بي بي سي الثانية
- 15 يناير - أصدقائنا في الشمال (1996)
- 18 مارس - هذه الحياة (1996-1997)
- 21 أبريل - تاريخ الفن البريطاني (1996)
- 12 سبتمبر - Neverwhere (1997)
- 16 سبتمبر - ميغاماثس (1996-2002)
- 27 سبتمبر - أول صعود لجوليان كلاري (1996-1997)
- 9 أكتوبر - Two Fat Ladies (1996-1999)
- 12 تشرين الثاني (نوفمبر) - ناهيك عن Buzzcocks (1996-2015)
- 23 نوفمبر - عائلة سمبسون (1987 إلى الوقت الحاضر) (حقوق الأرض)
- 29 ديسمبر - حجر القمر (1996)

### آي تي في
- مجهول -
  - استيقظ في الغرفة البرية (1996-1998)
  - تنبيه خطأ
  - الخلد في الحفرة
- 2 يناير - سانتو بوجيتو (1995)
- 3 يناير -
  - دلتا ويف (1996)
  - حديقة بوتاموس (1996-1998)
- 5 يناير -
  - دلو بيمبل (1996-1998)
  - تيار الحياة (1996)
- 8 يناير - Call Red (1996)
- 12 يناير - المعرفة الجسدية (1996)
- 26 يناير - بول ميرتون في فيلم Galton &amp; Simpson's ... (1996-1997)
- 15 فبراير - جسر لندن (1996-1999)
- 25 فبراير - حياتي الرائعة (1996-1999)
- 5 مارس - متزوج مدى الحياة (1996)
- 4 نيسان - كريزي كوتيدج (1996-1998)
- 10 أبريل - الحراس الشخصيون (1996-1997)
- 11 أبريل - إلينغتون (1996)
- 15 أبريل - الانفجار العظيم (1996-2004)
- 1 مايو - مغامرات الكابتن زيليج (1996)
- 3 مايو - الشعب الأسود (1996-1997)
- 4 مايو - مان يا مان (1996-1999)
- 7 مايو - الحدود (1996)
- 11 يونيو - عالم جايل (1996-1997)
- 8 يوليو - الأحمر العنبر الأخضر (1996-1999)
- 27 يوليو - The Big Big Talent Show (1996-1997)
- 5 أغسطس - لعبة الأبجدية (1996-1997)
- 7 أغسطس - المهور Chatterhappy (1996-1998)
- 16 أغسطس - الكابتن سيميان وقرود الفضاء (1996-1997)
- 18 أغسطس - Cadfael The Devil's Novice (1996 الموسم 2 الحلقة 2)
- 25 أغسطس - Cadfael A Morbid Taste for Bones (1996)
- 6 أيلول (سبتمبر): حضور باري ويلش (1996-2004)
- 7 سبتمبر - الأستاذ بابل (1996-1997)
- 10 سبتمبر - يا أرنولد! (1996-2004)
- 12 سبتمبر - إنها لغزا (1996-2002)
- 20 سبتمبر -
  - أوسكار والأصدقاء (1996)
  - مغامرات داودل الحمار (1996-1997)
- 30 سبتمبر - ويلدرنس (1996)
- 1 تشرين الأول (أكتوبر) - سبرينغهيل (1996-1997)
- 29 أكتوبر - Zot the Dog (1996-1997)
- 1 نوفمبر -
  - سنوج وكوزي (1996-1997)
  - البقاء على قيد الحياة (1996-1997)
- 20 نوفمبر - مات مليون (1996)
- 23 نوفمبر - سابرينا الساحرة المراهقة (1996-2003)
- 24 نوفمبر - إيما (1996)
- 1 ديسمبر -
  - بيرسي حارس الحديقة (1996-1999)
  - ثروات ومصائب مول فلاندرز (1996)
- 10 ديسمبر - بينكي والدماغ (1995-1998)

### القناة 4
- 1 فبراير - بار آني (1996)
- 9 فبراير - TFI الجمعة (1996-2000)
- 23 فبراير - The Mark Thomas Comedy Product (1996-2003)
- 19 مارس - ويستمر الإيقاع (1996)
- 6 نيسان (أبريل) - إنسيكتور (1994-1995)
- 17 مايو - الحياة بعد الولادة 1996)
- 26 مايو - لازاروس الباردة (1996)
- 20 سبتمبر - كارولين في المدينة (1995-1999)
- 6 نوفمبر - القلب الهش (1996)
- 6 ديسمبر - عرض آدم وجو (1996-2001)
- 13 كانون الأول (ديسمبر) - أموال الأسرة (1996-1997)
- 24 ديسمبر - مغامرات العلجوم (1996)

### سكاي ون / 1
- 7 يناير - جريمة قتل واحد (1995-1996)
- 20 يناير - سلايدرز (1995-2000)
- 9 يونيو - الفدراليون (1993-1996)
- 8 سبتمبر - الوحش (1996)
- 1 تشرين الأول (أكتوبر) - سبرينغهيل (1996-1997)
- 22 كانون الأول (ديسمبر) - الألفية (1996-1999)
- مجهول -
  - What-a-Mess (Series 3) (1995-1996)
  - نيد وستيسي (1995-1997)

### سكاي 2
- 2 سبتمبر - الجرذان المائية (1996-2001)

### فوكس كيدز المملكة المتحدة
- 19 أكتوبر - بيلي القط (1996-2001)

### قناة ديزني في المملكة المتحدة
- 21 أكتوبر -
  - العلامة التجارية Spankin 'جديد! دوغ (1996-1999)
  - مايتي دكس (1996-1997)
- غير معروف - غني لي قصة مع بيل (1995-1996)

### كرتون نتورك بالمملكة المتحدة
- 2 سبتمبر - مختبر دكستر (1996-2003)
- مجهول -
  - عمر والنشا (1992)
  - Monchhichis (1983)

### نيكلوديون المملكة المتحدة
- 6 كانون الثاني (يناير) - CBBC على قناة Nickelodeon (1996-1999)
- غير معروف - برونو ذا كيد (1996-1997)

## القنوات

### قنوات جديدة
| تاريخ     | قناة                    |
| --------- | ----------------------- |
| 16 مارس   | سكاي بوكس اوفيس         |
| مارس      | سي إن بي سي أوروبا      |
| 16 أغسطس  | سكاي سبورتس 3           |
| 1 سبتمبر  | قناة الكمبيوتر          |
| 1 سبتمبر  | السماء 2                |
| 1 سبتمبر  | شبكة كارلتون الغذائية   |
| 1 سبتمبر  | قناة الطقس              |
| 1 أكتوبر  | الحياة الطيبة في غرناطة |
| 1 أكتوبر  | غرناطة للرجال والمحركات |
| 1 أكتوبر  | غرناطة بلس              |
| 1 أكتوبر  | تلفزيون غرناطة          |
| 19 أكتوبر | الاطفال الثعلب          |
| 1 نوفمبر  | سكاي سكوتيش             |

### القنوات البائدة
| تاريخ    | قناة             |
| -------- | ---------------- |
| 16 أغسطس | سكاي سبورتس جولد |

### القنوات المعاد تسميتها
| تاريخ    | اسم قديم | اسم جديد |
| -------- | -------- | -------- |
| 1 سبتمبر | سكاي وان | السماء 1 |

## برامج تلفزيونية

### تغييرات الانتماء إلى الشبكة
| عروض                         | انتقل من     | انتقل الى      |
| ---------------------------- | ------------ | -------------- |
| أوركسترا أوسكار              | BBC1         | قناة الأطفال   |
| دينيس الخطر                  | BBC1         | قناة الأطفال   |
| العاشر من الرجال             | BBC1         | الاطفال الثعلب |
| سانتو بوجيتو                 | ITV          | نيكلوديون      |
| مهلا أرنولد!                 | ITV          | نيكلوديون      |
| سابرينا الساحرة المراهقة     | ITV          | قناة ديزني     |
| توماس محرك الدبابة والأصدقاء | ITV          | شبكة الكرتون   |
| دودة الأرض جيم               | قناة الأطفال | القناة 4       |
| حافلة المدرسة السحرية        | نيكلوديون    | القناة 4       |
| الوحش                        | نيكلوديون    | القناة 4       |

### العودة ذاك العام بعد انقطاع لمدة عام أو أكثر
- 4 مارس - The Wombles (1973-1975، 1990-1991 BBC ، 1996-1997 ITV)
- 10 أبريل - The Two Ronnies for a 25th Anniversary Special (1971-1987، 1991، 1996 ، 2005)
- 6 مايو - طيور الكبد (1969-1979، 1996)
- 27 مايو - دكتور هو (1963-1989، 1996 ، 2005 حتى الآن)

## البرامج التلفزيونية المستمرة

### عشرينيات القرن الماضي
- بي بي سي ويمبلدون (1927-1939، 1946-2019، 2021 حتى الآن)

### الثلاثينيات
- سباق القوارب (1938-1939، 1946-2019)
- بي بي سي للكريكيت (1939، 1946-1999، 2020-2024)

### الأربعينيات
- تعال للرقص (1949-1998)

### الخمسينيات
- بانوراما (1953 حتى الآن)
- اختر ما تريد (1955-1968، 1992-1998)
- ماذا تقول الأوراق (1956-2008)
- السماء في الليل (1957 إلى الوقت الحاضر)
- بلو بيتر (1958 إلى الوقت الحاضر)
- المدرج (1958-2007)

### الستينيات
- شارع التتويج (1960 إلى الوقت الحاضر)
- أغاني التسبيح (1961 - حتى الآن)
- العالم في العمل (1963-1998)
- توب أوف ذا بوبس (1964-2006)
- مباراة اليوم (1964 حتى الآن)
- السيد والسيدة (1964-1999)
- سبورتس نايت (1965-1997)
- اتصل بي بلاف (1965-2005)
- برنامج المال (1966-2010)

### السبعينيات
- قوس قزح (1972-1992، 1994-1997)
- إميرديل (1972 حتى الآن)
- نيوزراوند (1972 حتى الآن)
- آخر نبيذ الصيف (1973-2010)
- أتمنى لو كنت هنا...؟ (1974-2003)
- أرينا (1975 إلى الوقت الحاضر)
- رجل واحد وكلبه (1976 إلى الوقت الحاضر)
- جرانج هيل (1978-2008)
- عرض التحف (1979 إلى الوقت الحاضر)
- وقت السؤال (1979 إلى الوقت الحاضر)

### 1980s
- الأطفال المحتاجون (1980 إلى الوقت الحاضر)
- Timewatch (1982 إلى الوقت الحاضر)
- بروكسايد (1982-2003)
- العد التنازلي (1982 إلى الوقت الحاضر)
- حق الرد (1982-2001)
- مشروع القانون (1984-2010)
- سباق القناة الرابعة (1984-2016)
- توماس والأصدقاء (1984 إلى الوقت الحاضر)
- إيست إندرس (1985 إلى الوقت الحاضر)
- تقرير كوك (1985-1998)
- Crosswits (1985-1998)
- الشاشة الثانية (1985-1998)
- مدمنو Telly (1985-1998)
- الإغاثة المصورة (1985 إلى الوقت الحاضر)
- عرض الرسم البياني (1986-1998، 2008-2009)
- ضحية (1986 إلى الوقت الحاضر)
- رسائل متسلسلة (1987-1997)
- ChuckleVision (1987-2009)
- تتحدى! (1988-1997)
- أيام اللعب (1988-1997)
- حرق لندن (1988-2002)
- على السجل (1988-2002)
- خمسة عشر إلى واحد (1988-2003، 2013 حتى الآن)
- هذا الصباح (1988 إلى الوقت الحاضر)
- الطيور على أشكالها (1989-1998، 2014 إلى الوقت الحاضر)
- بودجر وبادجر (1989-1999)

### التسعينيات
- أسقط الحمار الميت (1990-1998)
- النجوم في عيونهم (1990-2006)
- 2point4 الأطفال (1991-1999)
- استراحة كبيرة (1991-2002)
- إمبراطورية بريتاس (1991-1997)
- جندي جندي (1991-1997)
- حزب نويل هاوس (1991-1999)
- GamesMaster (1992-1998)
- نبضات القلب (1992-2010)
- الرجال يتصرفون بشكل سيئ (1992-1998)
- الإفطار الكبير (1992-2002)
- 999 (1992-2003)
- السبت ديزني (1993-1996)
- إجراءات ممارسة السيد Motivator (1993-2000)
- الإفطار مع فروست (1993-2005)
- كاريكاتير كي (1994-1999)
- مستشفى الحيوان (1994-2004)
- سحوبات اليانصيب الوطني (1994-2017)
- محادثة صغيرة (1994-1996)
- تايم تيم (1994-2013)
- نائب ديبلي (1994-2007)
- مسح آوت (1994-2002)
- فريزر (1993-2004)
- ويكليف (1994-1998)
- Top of the Pops 2 (1994 إلى الوقت الحاضر)
- أوه، دكتور Beeching! (1995-1997)
- الأب تيد (1995-1998)
- Hollyoaks (1995 إلى الوقت الحاضر)
- هل هذا قانوني؟ (1995-1998)

## إنتهت في عام 1996
- جاكانوري (1965-1996 ، 2006)
- Finders Keepers (1991-1996 ، 2006)
- الحمقى والخيول فقط (1981-1996 ، 2001-2003، 2014)
- صورة البصق (1984-1996)
- Beadle's About (1986-1996)
- الذهاب للذهب (1987-1996 ، 2008-2009)
- الزمان والمكان (1987-1996)
- هذا هو شو بيزنس (1989-1996)
- الانقلاب (1990-1996)
- اليد العليا (1990-1996)
- بيتسا (1991-1996) [70] [71]
- رائع للغاية (1992-1996 ، 2001-2004، 2011-2012)
- صباح الخير مع آن ونيك (1992-1996)
- بريل (1992-1996)
- طاه! (1993-1996)
- دكتور فينلي (1993-1996)
- جو براند عبر كيك هول (1993-1996)
- السبت ديزني (1993-1996)
- بودي هيت (1994-1996)
- البيت السحري (1994-1996)
- البادجي المروحية الصغيرة (1994-1996)
- جوائز فوز الحيوانات الأليفة (1994-1996)
- محادثة صغيرة (1994-1996)
- هبة الله (1995-1996)
- دونما سابق إنذار، على حين غرة، فجأة
- ارفع السقف (1995-1996)
- الخط الأزرق الرفيع (1995-1996)
- كول ريد (1996)
- أصدقاؤنا في الشمال (1996)
- رودس (1996)
- القلب الهش (1996)
- The Tenant of Wildfell Hall (1996)
- حجر القمر (1996)

## المواليد
- 3 يناير - فلورنس بوغ، ممثلة
- 26 يناير - تايجر درو هوني، ممثل ومقدم
- 2 فبراير - صوفي تيرنر، الممثلة والموديل
- 25 أكتوبر - جورجيا لوك، ممثلة ومقدمة

## حالات الوفاة
| تاريخ     | اسم            | عمر | مصداقية سينمائية                                                                                          |
| --------- | -------------- | --- | --- |
| 11 مايو   | جوان ثيركتيل   | 48  | صحفي تلفزيوني لـ ITN                                                                                      |
| 20 مايو   | جون بيرتوي     | 76  | النجم السابق لـ Doctor Who وصوت Spotty في SuperTed                                                        |
| 29 سبتمبر | ليزلي كروثر    | 63  | الممثل الكوميدي البريطاني ومقدم برنامج الألعاب (Crackerjack ، The Price Is Right and Stars in their Eyes) |
| 13 أكتوبر | بيريل ريد      | 77  | الممثل |
| 26 أكتوبر | تريشيا انجرامز | 50  | صحفي ومقدم في تلفزيون التايمز                                                                             |
| 26 نوفمبر | مايكل بنتين    | 74  | ممثل كوميدي وممثل كوميدي وعضو مؤسس في The Goons                                                           |
| 11 ديسمبر | ويلي راشتون    | 59  | كوميدي، ساخر، رسام كاريكاتير وكاتب                                                                        |